# Agaricomycotina
Agaricomycotina Doweld – podtyp podstawczaków (Basidiomycota) wydzielany w niektórych systemach klasyfikacyjnych.
Według Index Fungorum
Według tego systemu opartego na kolejnych edycjach Dictionary of the Fungi, podtyp Agaricomycotina należy do gromady grzybów podstawkowych i zawiera:

- klasę Agaricomycetes Doweld 2001
- klasę Agaricostilbomycetes R. Bauer et al. 2006
- klasę Atractiellomycetes R. Bauer et al. 2006
- klasę Classiculomycetes R. Bauer et al. 2006
- klasę Cryptomycocolacomycetes R. Bauer et al. 2006
- klasę Cystobasidiomycetes R. Bauer et al. 2006
- klasę Dacrymycetes Doweld (2001)
- klasę Exobasidiomycetes Begerow et al. 2007
- klasę Malasseziomycetes Denchev & T. Denchev 2014
- klasę Microbotryomycetes R. Bauer et al. 2006
- klasę Mixiomycetes R. Bauer et al. 2006
- klasę Pucciniomycetes R. Bauer et al. 2006
- klasę Tremellomycetes Doweld 2001
- klasę Ustilaginomycetes R. Bauer et al. 1997
- klasę Wallemiomycetes Zalar et al. 2005
- rodzinę incertae sedis Bartheletiaceae R. Bauer et al. 2008
- 32 rodzaje incertae sedis